# ヤマハ・TDM

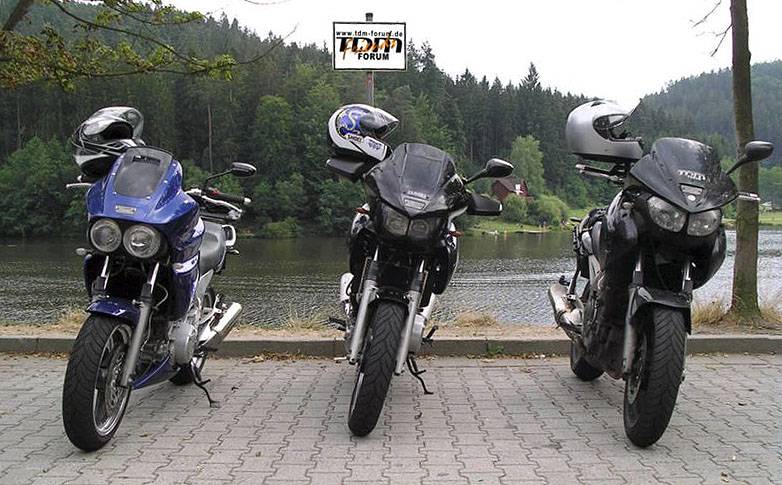
正面の変遷　左：TDM 850 (3VD),真中：TDM 850 (4TX9), 右：TDM 900

ヤマハTDM（ティー･ディー･エム）は、ヤマハ発動機が製造・販売している大型自動二輪車（オートバイ）の車種名。

## モデル一覧

### TDM850
- 1991年、「キング・オブ・マウンテンロード」をコンセプトに登場。
- 上半身の前傾角度が緩やかでリラックスできるライディングポジションや、適度なウィンドプロテクションが走行時の風圧による疲労を軽減するなど、多様な走行局面に対し快適かつ柔軟に対応できるオールラウンドなスポーツバイクとして発売された。

#### 初期型
- 形式:3VD（国内仕様は4EP）
- エンジンは同社のビッグオフローダーモデル「XTZ750スーパーテネレ」の水冷DOHC5バルブ並列2気筒の排気量を850ccに拡大。
- フレームはスチールながら高剛性のデルタボックス構造を持つ。外見はオフロードモデルに類似しているが、車体構成は純粋なオンロードモデルである。
- 翌1992年2月より日本国内でも販売が開始された。
- このモデルについて、エイリアン (映画)等で有名なH・R・ギーガーによるデザインとの噂があるが、「ギーガーは関わっていない」とヤマハによって否定されている。（出典　別冊モーターサイクリスト1998年6月号追跡シリーズでのオーナー質疑にて）

#### 後期型
- 形式:4TX（国内仕様は5GG）
- 1996年大幅なマイナーチェンジを敢行。
- フロント及びサイドフェアリングを「オーガニックフォルム」と称する曲線を多用したフォルムのものに変更。
- エンジンは、出力を72⇒80psに増強。また、360度クランクをTRX850同様の270度に変更、より排気のパルス感を強調したセッティングとなった。
- 新たにラジアルタイヤを採用。燃料タンク容量を2L拡大し、20Lとした。
- フロントサスペンションがφ41㎜からφ43㎜へ大口径化された（ただし内部構造は前期型のセミカートリッジ式に対し後期型は通常のテレスコピック式になった）。
- 1998年より国内仕様モデルとして販売された。
- 輸出仕様は1999年モデルより燃料計を装着し、ギア比やミラー形状を変更した。

### TDM900/TDM900A
2002年にモデルチェンジ。シリーズとしては2代目に当たる。
全体のフォルムは先代から受け継ぎつつよりワイルドな「ニューエッジフォルム」となり、個性的な2灯式マルチリフレクター式ヘッドライトと合わせて「TDMらしさ」をより強調したものとなった。
2008年より、ABSを搭載したモデル・TDM900Aが追加された。

#### 南アフリカ仕様
- 排気量を従来の849ccから897ccへ拡大。最高出力63.4kW(86ps)/7500rpm、最大トルク88.8N･m(9.1kgf･m)へ増大。
- 電子制御フューエルインジェクション、エアインダクションシステムと三元触媒内蔵式大型サイレンサーを新採用し、欧州の排ガス規制EURO3に対応している。
- 6速ミッションの採用。
- フレームとスイングアームはアルミ製となり軽量化と高剛性化を両立。
- フロントブレーキは、モノブロック型異径対向4ポットキャリパーを採用し、制動力とコントロール性の向上を図った。
- タイヤサイズ　フロント120/70ZR18MC 59W、リア160/60ZR17MC 69Wに変更すると共に、より軽量化を図った前後ホイールを採用。
- 速度計が、バーグラフ式の燃料計、ツインとトリップの表示切り替え可能な距離計と共に三連メーターの左側大型液晶部にデジタル表示となった。
- 2004年モデルからマイナーチェンジが実施され、エンジン制御の変更、前後足回りの設計変更、ブレーキマスターシリンダーの大径化（14㎜から16㎜へ）などの変更が行われた。